# Камен дел
Камен дел е скалист връх в северната част на Витоша. Има височина 1862 m.
Върхът е изграден от андезит. Склоновете му достигат на места до 40° наклон. Подножието му е покрито с широколистни и иглолистни гори. Най-лесно се достига по южния склон. Подходът започва в близост до заслон „Ушите“. Панорамата от върха обхваща целия столичен град София, от Панчаревското езеро на изток до квартал Горна баня и село Мало Бучино на запад.

## Други
На Камен дел са наречени улици в кварталите „Гърдова глава“ и „Драгалевци“ в София (Карта).